# Michel Giacobini
Michel Giacobini (Pancheraccia, 10 settembre 1873 – Parigi, 6 marzo 1938) è stato un astronomo francese.
Scoprì numerose comete, tre delle quali periodiche: la Cometa Giacobini-Zinner (oggetto imparentato con lo sciame meteorico delle Giacobinidi), la Cometa Tuttle-Giacobini-Kresak e la 205P/Giacobini.
Lavorò presso l'Osservatorio di Nizza fino al 1910, quando chiese di essere trasferito all'Osservatorio di Parigi. Si arruolò volontario nell'esercito francese durante la prima guerra mondiale e subì l'avvelenamento da gas. Ripresosi dagli effetti dell'avvelenamento, dopo la guerra riprese l'attività astronomica.
L'asteroide 1756 Giacobini porta il suo nome.